# Lagerstroemia lanceolata
Lagerstroemia lanceolata är en fackelblomsväxtart som beskrevs av Nathaniel Wallich. Lagerstroemia lanceolata ingår i släktet Lagerstroemia och familjen fackelblomsväxter. Inga underarter finns listade i Catalogue of Life.